# Néferkhéperouhesekheper
Néferkhéperouhesekheper est un fonctionnaire égyptien sous le règne du pharaon Akhenaton. Il était le maire d'Akhetaton, la nouvelle capitale du pharaon. Il a été enterré dans le tombeau EA13 dans le groupe sud des tombes rocheuses d'Amarna. Son nom (« Néferkhéperou me fait vivre » est un nom basilophorique (qui contient le nom d'un roi, généralement pour le glorifier), car « Néferkhéperou » est un élément du nom du trône d'Akhenaton.

## Tombe
La tombe de Néferkhéperouhesekheper a été officiellement ouverte par Urbain Bouriant en 1883 et fouillée par Georges Daressy en 1893, mais on y était entré auparavant, car les inscriptions au plafond comprenaient des noms et des dates de l'ère moderne. 

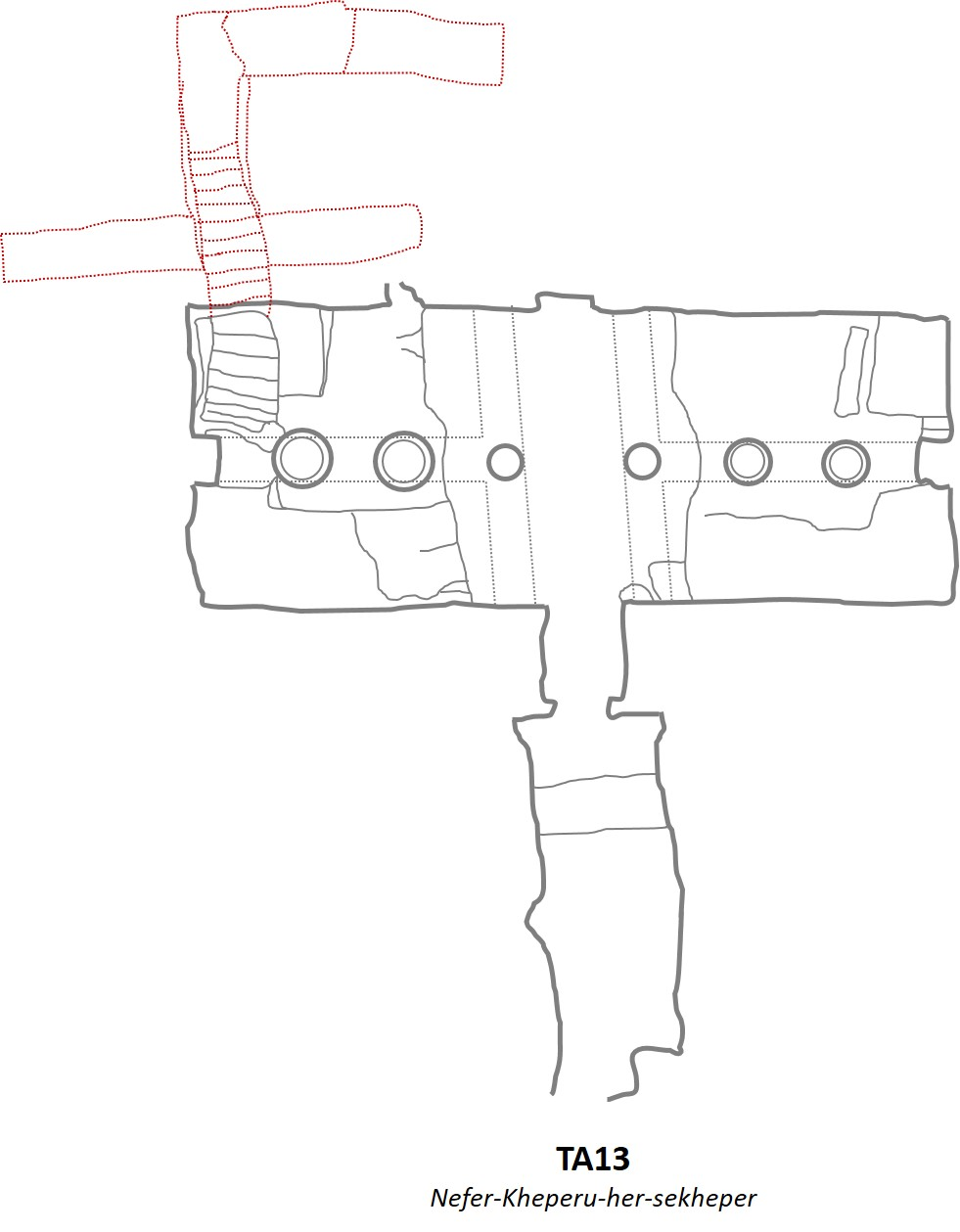
Plan de la tombe de Néferkhéperouhesekheper.

Le tombeau est inachevé et en bon état. Sa disposition est similaire à celle des autres tombes d'Amarna. Il se compose d'une pièce, avec six colonnes blanches dans une rangée perpendiculaire à l'entrée ; la distance entre les deux intermédiaires est légèrement plus grande qu'entre les autres. Les travaux ont commencé sur le mur arrière de la pièce, il y aurait eu une autre pièce ou peut-être un sanctuaire. La décoration sous le plafond est terminée, seules les couleurs et les inscriptions manquent. La décoration manque complètement sur la partie la plus basse du mur ; au sud, même les colonnes n'ont pas été entièrement sculptées. Au moment de l'enterrement, il devait être évident que la tombe ne serait pas terminée ; après avoir terminé la pièce et la plupart des colonnes, les ouvriers ont commencé à travailler dans le coin nord-est, l'endroit habituel des escaliers menant à la chambre funéraire. La chambre elle-même était juste assez grande pour contenir le sarcophage. Deux couloirs menant à celle-ci sont soit contemporains, soit creusés plus tard.